# يربوع كوزلوف القزم
يربوع كوزلوف القزم (الاسم العلمي: Salpingotus kozlovi) نوع من القوارض من فصيلة اليربوعيات، يتوطن في الصين ومنغوليا.